# Moza Fresca

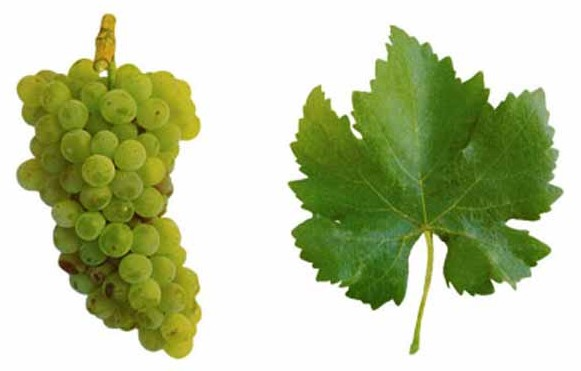
En la imagen del costado izquierdo se aprecia un ejemplo de racimo de uvas y junto a ella una oja que identifica al tipo de árbol en el cual está crece.

Moza fresca es una cepa de uva blanca (Vitis vinifera) de España. Otros nombres con los que es conocida esta variedad son: Doña Blanca, Valenciana, Malvasía del Bierzo, Cigüente, Blanco del País, Blanca Extra; y Dona Branca. Hay quien la considera una variedad de merseguera adaptada a Galicia.
Es una vid de brotación media o tardía. Es una planta sensible a las enfermedades criptogámicas. Tiene racimos de tamaño grande y compactos; las bayas son de tamaño grande, forma redonda y color verde-amarillento. Puede usarse para hacer vino varietal o mezclarse con otras.
Según la Orden APA/1819/2007, de 13 de junio (BOE del día 21), la variedad cigüente está recomendada en la comunidad autónoma de Extremadura; moza fresca (también, dona branca) se encuentra recomendada en Galicia y doña blanca es variedad autorizada en Castilla y León. Está adaptada a los suelos arenosos y pobres de la zona de Castuera, dentro de la Denominación de Origen Ribera del Guadiana. 